# Коронник сірощокий
Коронник сірощокий (Myiothlypis coronatus) — вид горобцеподібних птахів родини піснярових (Parulidae). Мешкає в Південній Америці. Його довгий час відносили до роду коронник (Basileuterus), однак за результатами молекулярно-філогенетичного дослідження сірощокий коронник і низка інших видів були переведені до відновленого роду Myiothlypis Виділяють низку підвидів.

## Опис
Довжина птаха становить 14 см. Довжина крила самця становить 6,2-7,5 см, довжина крила самиці 6,4-7 см. Тім'я чорне, посередині яскраво-руда смуга. Від дзьоба до очей і далі до тімені ідуть чорні смуги. Решта голови сіра, потилиця оливково-сіра. Верхня частина тіла оливкова, крила темно-коричневі, кінчики пер бронзові. Горло і груди світло-сірі, нижня частина тіла жовта, боки і гузка оливкові. Хвіст коричнюватий, кінчики пер бронзові. У молодих птахів голова, груди і верхня частина тіла оливково-коричневі, скроні сіруваті, на крилах коричневі смуги. У представників підвидів M. c. chapmani і M. c. castaneiceps нижня частина тіла білувата.

## Підвиди
Виділяють вісім підвидів:
- M. c. regulus (Todd, 1929) — північна, західна Колумбія, північно-західна Венесуела;
- M. c. elata (Todd, 1929) — південно-західна Колумбія, західний Еквадор;
- M. c. orientalis (Chapman, 1924) — східний Еквадор;
- M. c. castaneiceps (Sclater, PL & Salvin, 1877) — південно-західний Еквадор, перуанський регіон П'юра;
- M. c. chapmani (Todd, 1929) — перуанський регіон Кахамарка;
- M. c. inaequalis (Zimmer, JT, 1949) — перуанські регіони Амазонас і Сан-Мартін;
- M. c. coronata (Tschudi, 1844) — центральне, південне Перу, західна Болівія;
- M. c. notia (Todd, 1929) — центральна Болівія.

## Поширення і екологія
Сірощокі коронники мешкають в гірських тропічних лісах Анд від Венесуели до Болівії, на висоті від 1500 до 1800 м над рівнем моря.